# Chablis (Käse)
Der Chablis ist ein aus der gleichnamigen Weinbauregion Chablis (Frankreich) stammender Weichkäse mit 50 % Fett in der Trockenmasse.

## Herstellung und Aussehen
Der aus pasteurisierter Kuhmilch hergestellte Käse wird während der dreiwöchigen Reifezeit öfters mit dem Burgunderwein Chablis (Chardonnay) eingerieben und verfeinert. Der Geschmack ist anfangs fein und mild. Durch das Einreiben wird er mit zunehmender Reife sahniger, kräftiger und erhält seinen typisch aromatischen Geschmack und seinen gelb-orangen Farbton der Rinde.